# Überseeische Länder und Hoheitsgebiete
Die Überseeischen Länder und Hoheitsgebiete oder Überseeischen Länder und Gebiete (kurz ÜLG; englisch Overseas countries and territories, kurz OCT; französisch Pays et territoires d’outre-mer, kurz PTOM) sind Hoheitsgebiete der Mitgliedstaaten der Europäischen Union, die gemäß dem 4. Teil des Vertrags über die Arbeitsweise der Europäischen Union (AEUV) (Art. 198 bis 204 AEUV) mit der Europäischen Union assoziiert sind.
Sie gehören, obwohl sie zum Hoheitsgebiet eines Mitgliedstaats der Europäischen Union gehören, nicht zum Gebiet der Europäischen Union, obwohl einzelne Aspekte des Europarechts auch dort anzuwenden sind. Insbesondere fallen gemäß Art. 200 AEUV bei der Einfuhr von Waren aus diesen Gebieten in die Mitgliedstaaten der Europäischen Union keine Zölle an, während bei der Einfuhr von Waren aus den Mitgliedstaaten der Europäischen Union und den anderen Überseeischen Ländern und Hoheitsgebieten in diese Gebiete Zölle in Sonderfällen erlaubt sind.
Die Überseeischen Länder und Hoheitsgebiete sind in Anhang II des AEUV explizit aufgelistet. Derzeit gibt es dreizehn Überseeische Länder und Hoheitsgebiete, die zu den drei Mitgliedstaaten Dänemark, Frankreich und den Niederlanden gehören:
- ein Autonomes Land im Königreich Dänemark: Grönland
- vier Collectivités d’outre-mer (COM) der Französischen Republik:
  - Französisch-Polynesien
  - Saint-Barthélemy
  - Saint-Pierre und Miquelon
  - Wallis und Futuna
- eine französische Collectivité sui generis mit verfassungsrechtlich garantiertem Sonderstatus: Neukaledonien
- ein französisches Überseegebiet mit Sonderstatus: die Französischen Süd- und Antarktisgebiete (Terres australes et antarctiques françaises, TAAF)
- drei Länder des Königreichs der Niederlande:
  - Aruba
  - Curaçao
  - Sint Maarten
- drei besondere Gemeinden der Niederlande:
  - Bonaire
  - Saba
  - Sint Eustatius

Mit Ausnahme der Französischen Süd- und Antarktisgebiete handelt es sich um bewohnte Gebiete, die unterschiedliche Grade an Selbstverwaltungsrechten, Autonomie oder Selbstbestimmungsrecht genießen.
Gemäß Artikel 355 Absatz 6 des EAUV kann der Europäische Rat auf Initiative des betroffenen Mitgliedstaates einen Beschluss zur Änderung des europarechtlichen Status eines der dänischen, französischen und niederländischen Gebiete fassen, die zu den in Anhang II des AEUV aufgezählten Überseeischen Ländern und Hoheitsgebieten oder den in Artikel 349 und 355 Absatz 1 des AEUV aufgezählten Gebieten in äußerster Randlage innerhalb des Gebietes der Europäischen Union gehören, und damit den europarechtlichen Status des betreffenden Gebietes ohne förmliche Vertragsrevision ändern. Von dieser Möglichkeit hat der Rat der EU zweimal in Bezug auf französische Gebiete Gebrauch gemacht. Saint-Barthélemy, das zuvor zu den Gebieten in äußerster Randlage innerhalb des Gebietes der Europäischen Union gehörte, wurde zum 1. Januar 2012 eines der Überseeischen Länder und Hoheitsgebiete. Mayotte, das zuvor zu den Überseeischen Ländern und Hoheitsgebieten gehört hatte, wurde hingegen mit Wirkung zum 1. Januar 2014 zu einem Gebiet in äußerster Randlage innerhalb der Europäischen Union.
Seit 2003 existiert ein Zusammenschluss der Überseeischen Länder und Hoheitsgebiete als gemeinnützige Vereinigung nach belgischen Recht unter der Bezeichnung Overseas Countries and Territories Association (OCTA), der heute alle dreizehn derzeitigen Gebiete mit diesem Status angehören. Ihr Zweck besteht darin, die nachhaltige Entwicklung der überseeischen Länder und Hoheitsgebiete zu fördern und ihre Zusammenarbeit untereinander und mit der Europäischen Union zu verbessern.

## Geschichte
Die Kategorie der Überseeischen Länder und Hoheitsgebiete wurde durch den Vertrag zur Gründung der Europäischen Wirtschaftsgemeinschaft (EWG-Vertrag) von 1957 geschaffen. Damals wurde vereinbart, die außereuropäischen Länder und Hoheitsgebiete, die mit Belgien, Frankreich, Italien und den Niederlanden besondere Beziehungen unterhielten, der neugegründeten Gemeinschaft zu assoziieren. Im Anhang wurden diese Gebiete namentlich aufgelistet. Die Liste enthielt alle überseeischen Hoheitsgebiete der vier genannten Staaten mit Ausnahme Algeriens und der vier damaligen französischen Überseedépartements, die mit Einschränkungen zum Gebiet des EWG-Vertrages gehören sollten, sowie Surinams und der Niederländischen Antillen, die gemäß der Charta des Königreichs der Niederlande von 1954 das Recht hatten, eigenständig über ihr Verhältnis zur EWG zu entscheiden, so dass ihr Status zunächst nicht im Gründungsvertrag festgelegt, sondern lediglich ein Verhandlungsauftrag für eine zukünftige Assoziierung erteilt wurde.
Die ursprüngliche Liste der Überseeischen Länder und Hoheitsgebiete im Anhang IV des EWG-Vertrags umfasste folgende Gebiete:
- Französisch-Westafrika: Senegal, Sudan, Guinea, Elfenbeinküste, Dahomey, Mauretanien, Niger und Obervolta,
- Französisch-Äquatorialafrika: Mittelkongo, Ubangi-Chari, Tschad und Gabon,
- Saint Pierre und Miquelon, Komoren-Archipel, Madagaskar und zugehörige Gebiete, Französisch-Somaliland, Neukaledonien und zugehörige Gebiete, die französischen Niederlassungen in Ozeanien, die australen und antarktischen Gebiete,
- die autonome Republik Togo,
- das unter französischer Verwaltung stehende Treuhandgebiet Kamerun,
- Belgisch-Kongo und Ruanda-Urundi,
- das unter italienischer Verwaltung stehende Treuhandgebiet Somaliland,
- Niederländisch-Neuguinea.

Fast alle in Afrika gelegenen Überseeischen Länder und Hoheitsgebiete wurden jedoch im Laufe der ersten fünf Jahre nach Gründung der EWG zu vollsouveränen Staaten außerhalb der Hoheit der jeweiligen ehemaligen Kolonialmacht bzw. Treuhandmacht: Guinea im Oktober 1958, Kamerun (zunächst nur das vormalige französische Treuhandgebiet Kamerun umfassend) im Januar 1960, Togo im April 1960, die Mali-Föderation (bestehend aus dem Senegal und dem vormaligen Französisch-Sudan, die sich wenig später erneut als Senegal und Mali trennten), Madagaskar und die Republik Kongo (Léopoldville) (das vormalige Belgisch-Kongo) im Juni 1960, die Republik Somalia (unter Einschluss des vormaligen italienisches Treuhandgebiets Somalia) im Juli 1960, Dahomey, Niger, Obervolta, die Elfenbeinküste, Tschad, die Republik Kongo (Brazzaville) (das vormalige Mittelkongo), die Zentralafrikanische Republik (das vormalige Ubangi-Chari) und Gabun im August 1960, Mauretanien im November 1960 sowie Ruanda und Burundi (die zuvor zusammen Ruanda-Urundi gebildet hatten) im Juli 1962.
Zudem wurde Niederländisch-Neuguinea am 1. Oktober 1962 unter die Verwaltung der Vereinten Nationen gestellt und schied damit aus dem Hoheitsgebiet der Niederlande aus.
Die genannten Gebiete schieden damit automatisch aus der Reihe der gemäß EWG-Vertrag mit der EWG assoziierten Gebiete aus.
Aus der Liste der ursprünglichen Überseeischen Länder und Hoheitsgebiete blieben damit nach 1962 nur noch sechs französische Überseeterritorien übrig: Saint-Pierre und Miquelon, die Komoren, Französisch-Somaliland (ab 1967 Französisches Afar- und Issa-Territorium), Neukaledonien, Französisch-Polynesien (bereits seit 1957 offizielle Bezeichnung der vormaligen französischen Niederlassungen in Ozeanien) und die Französischen Süd- und Antarktisgebiete.